# Agave montium-sancticaroli
Agave montium-sancticaroli là một loài thực vật có hoa trong họ Măng tây. Loài này được García-Mend. mô tả khoa học đầu tiên năm 2007.